# Oldenrode (Kalefeld)
Oldenrode ist ein Ortsteil der Gemeinde Kalefeld im Landkreis Northeim, Niedersachsen in direkter Nachbarschaft zu Düderode.

## Lage
Das Dorf liegt am Westrand des Harzes östlich von Kalefeld direkt an der A 7.

## Geschichte
Erste urkundliche Erwähnung findet Oldenrode als „Aldigerod“ in einer Urkunde aus dem Jahre 1055. Die Ortsbezeichnung wandelt sich dann um 1452 zu „Ouldenrod“ und im Jahr 1476 zu „Oldenroth“.
Oldenrode wurde am 1. März 1974 in die Gemeinde Kalefeld eingegliedert.

## Politik

### Ortsrat
Der Ortsrat, der Düderode und Oldenrode gemeinsam vertritt, umfasst neun Mitglieder. Bei der Kommunalwahl 2021 ergab sich folgende Sitzverteilung:
- Wgem. Düderode/Oldenrode (WGDO): fünf Sitze

### Ortsbürgermeister
Ortsbürgermeister ist Axel Schlesiger.

### Wappen
Auf dem Schild in Silber stehen drei grüne Tannen auf drei grünen Bergen, auf den Bergen ein goldener Pflug. Das Schildhaupt ist rechts rot mit zwei schwarzen Schlägeln und links eine goldene Glocke auf blauem Grund.
Bäume und Berge symbolisieren das bewaldete Hügelland um Oldenrode, der Pflug die Landwirtschaft. Die Schlägel gehen auf das Bergwerk im 14. Jahrhundert sowie den  Tage- und Untertagebau von Braunkohle hier im 20. Jahrhundert zurück. Die Glocke soll auf das Glockenhaus von „Sankt Alban“ in Oldenrode hinweisen.

## Kultur und Sehenswürdigkeiten
- Vermutlich auf den Grundmauern der St.-Albani-Kapelle, die in einer alten Kirchenrechnung von 1686/87 erwähnt ist, wurde um 1700 das Glockenhaus als Hirtenhaus erbaut. Im Turm hängt noch heute die Glocke der St.-Albani-Kapelle, die 1653 gegossen wurde. Das Gebäude diente lange dem Dorfhirten als Unterkunft, später wurden hier mehrere Familien untergebracht. Seit 2002 wird das Haus für Dorfveranstaltungen und vom Heimatverein Oldenrode genutzt.